# السواطي
ساطي أو السواطي، بيت من بيوت قبيلة الرملة الليبية. يعتبر من أكبر بيوت الرملة، ويقع موطنهم في قرية السواطي وقرية بلالة (الأراضي الممتدة ما بين قرية قصر أحمد وقرية الزروق). الجزء الأكبر منهم استوطن بنغازي.

## عائلات السواطي
- ساطي.
- أعليلش.
- أقلوص..
- شابه.
- باكير.

كما أن ساطي وقلوص وباكير وشابة رجعون الي بيت واحد في الاصل عند الجد الأول.